# La maja desnuda
La maja desnuda es una de las más célebres obras de Francisco de Goya. El cuadro es una obra de encargo pintada antes de 1800, en un periodo que estaría entre 1790 y 1800, fecha de la primera referencia documentada de esta obra. Luego formó pareja con La maja vestida, datada entre 1800 y 1808, probablemente a requerimiento de Manuel Godoy, pues consta que formaron parte de un gabinete de su casa. 
En ambas pinturas se retrata de cuerpo entero a una misma hermosa mujer recostada plácidamente en un lecho y mirando directamente al observador. Aunque no se trata de un desnudo mitológico, sino de una mujer real, contemporánea de Goya, e incluso en su época se le llamó La gitana, las primeras referencias al cuadro refieren a una Venus.
La primacía temporal de La maja desnuda indica que en el momento de ser pintado, el cuadro no estaba pensado para formar pareja. 
Se ha especulado con que la retratada sea la duquesa de Alba, pues a la muerte de esta en 1802, todos sus cuadros pasaron a propiedad de Godoy, a quien se sabe que pertenecieron las dos majas, en forma similar a lo ocurrido con la Venus del espejo, de Velázquez. Sin embargo, no hay pruebas definitivas ni de que este rostro pertenezca al de la duquesa de Alba ni de que no hubiera podido llegar la Maja desnuda a Godoy por otros caminos, incluyendo el de un encargo directo a Goya. Lo más probable es que la modelo directamente retratada haya sido la entonces amante y luego esposa del propio Godoy, Pepita Tudó.

## Análisis
En el diseño de este cuadro el dibujo es decisivo; por ese motivo y por el predominio de una gama cromática fría, se nota la influencia del neoclasicismo, si bien Francisco José de Goya va mucho más allá de tal ismo.
Aunque se ubica dentro de la estética del neoclasicismo, como otras del mismo pintor, esta obra de Goya es audaz y atrevida para su época, como audaz es la expresión del rostro y actitud corporal de la modelo, que parece sonreír satisfecha y contenta de sus gracias. Más aún, es la primera obra de arte (conocida) en la cual aparece pintado el vello púbico femenino, lo cual resalta el erotismo de la composición. 
Pese a que pudiera ser una Venus, se trata de una mujer original y real, de carne y hueso. Mira directamente al espectador y se aprecia que no es recatada. Se acentúa con los brazos bajo la nuca y marcando con el vello púbico el centro del cuadro. Destaca el gran conocimiento que Goya tenía de la anatomía humana. La maja descansa sobre un canapé de terciopelo verde cubierto por una sábana y una almohada con encajes en las que destacan las transparencias y las gradaciones tonales. 
Cabe destacar la particular luminosidad que Goya da al cuerpo de la desnuda, luminosidad que contrasta con el resto del ambiente, y junto a esa luminosidad la típica expresividad que Goya sabe dar a los ojos.
Si en la cultura occidental hasta Goya y desde hacía siglos casi siempre se recurría a subterfugios para representar a la mujer desnuda (por ejemplo, temas míticos), en La maja desnuda tenemos a una mujer real.
Es notable que, aún dentro de la típica fuerza de las pinceladas que caracterizan a Goya, el artista se ha esmerado en el tratamiento de las carnaduras y sombreados acompañados por la figuración sutil de las telas; la coloración se hace con un minucioso juego de verdes que contrasta con blancos y rosados, y de este modo la maja casi parece suspendida mediante su brillo y delicadeza, suspendida en un espacio oscuro que ella ilumina.

## Historia

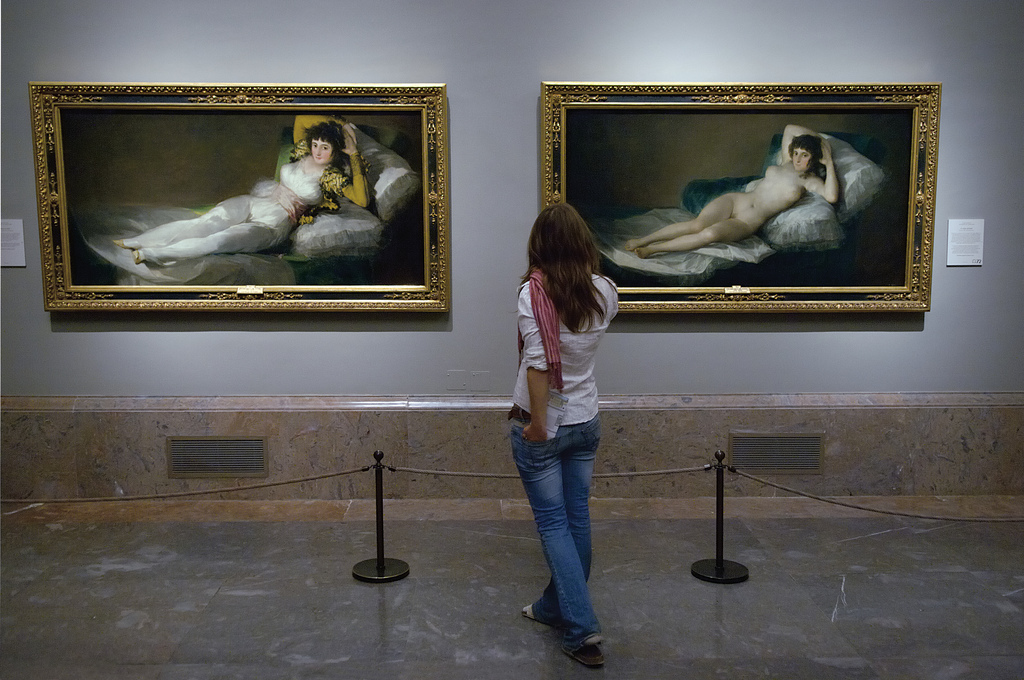
La maja vestida y La maja desnuda en el Museo del Prado

La historia de la obra está llena de peripecias. Se sabe que en un principio ambos cuadros, La maja vestida y La maja desnuda, eran propiedad de Manuel Godoy. En su diario, el académico y grabador de la moneda real González de Sepúlveda narra que en una visita al palacio de Godoy en noviembre de 1800, en compañía de Ceán Bermúdez y el arquitecto Pedro de Arnal, habían visto el cuadro en un «gavinete [sic] interior», junto con la Venus del espejo, de Velázquez, y una Venus de Tiziano, y se refiere a ello como «Una [Venus] desnuda de Goya pero sin divujo [sic] ni gracia en el colorido». En origen, esta pintura y su «hermana», La maja vestida, recibían el nombre de «gitanas» y no de «majas». Así aparecen en el inventario realizado en 1808 de los bienes de Manuel Godoy, su primer propietario. 
En 1807 Fernando VII se la confiscó a Godoy. En 1813 fue llevada al Depósito General de Secuestros de la calle Alcalá, donde se refiere por primera vez a «una mujer vestida de maja», para después ser reclamadas ambas obras por el Tribunal de la Inquisición por ser «pinturas obscenas». y así poder iniciar un juicio contra Goya. De tal juicio, el pintor logró la absolución merced al influjo del cardenal Luis María de Borbón y Vallabriga, pero la pintura quedó depositada fuera de la vista del público prácticamente hasta inicios del siglo XX. Se guardaron en la Real Academia de San Fernando, en una sala reservada, de acceso restringido, donde se acumulaban los cuadros de desnudo más atrevidos. Desde 1901 ambos cuadros se encuentran en el Museo del Prado. 
Que tales pinturas hayan sido posesión inicialmente de Godoy podría desvelar el enigma de quién es la retratada. Debido a la amistad, probablemente íntima, que Goya mantuvo con la decimotercera duquesa de Alba, María del Pilar Teresa Cayetana de Silva y Álvarez de Toledo, de la cual hizo varios retratos en los que el tratamiento pictórico revela gran cariño, y debido a muchas similitudes entre la duquesa y la mujer representada en Las majas (La maja vestida y, en especial, La maja desnuda), se consideró que ella era la retratada.
En 1845, Louis Viardot publica en su obra Les musées de Espagne que la representada es la duquesa y, a partir de esta afirmación, la discusión crítica no ha dejado de plantear esta posibilidad. Joaquín Ezquerra del Bayo, en su libro La duquesa de Alba y Goya, afirma, basándose en la similitud de postura y dimensiones de las dos majas, que estaban dispuestas de modo que, mediante un ingenioso mecanismo, la maja vestida cubriera a la desnuda como un juguete erótico del gabinete más secreto de Godoy. Se sabe que el duque de Osuna, en el siglo XIX, utilizó este procedimiento con un cuadro que, por medio de un resorte, dejaba ver otro de un desnudo.

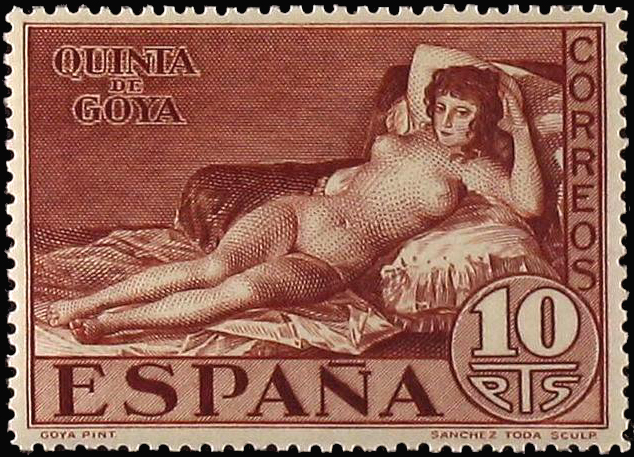
La maja desnuda en el sello emitido por Correos en 1930

En cualquier caso, las fechas y el hecho de que las obras en cuestión hayan estado inicialmente en una colección prácticamente secreta de Godoy han llevado a considerar como mucho más probable que la modelo directamente retratada fuera Pepita Tudó, la entonces amante y más tarde esposa de Godoy. En todo caso, dadas ciertas similitudes físicas entre ambas damas, es probable que Goya, al retratar a Pepita Tudó, evocara a La Cayetana, como era llamada popularmente la duquesa de Alba, y así la inmortalizara.
La maja desnuda es la fuente de inspiración de la pose de la Olympia de Manet.[cita requerida]
El 15 de junio de 1930, Correos de España emitió sellos (valores de 1, 4 y 10 pesetas) grabados por José Luis López Sánchez-Toda con el motivo de La maja desnuda, siendo la primera vez que apareció un desnudo femenino en la filatelia, con gran escándalo.

## La maja, en el cine
En 1958, La maja desnuda dio título a una película homónima sobre Goya, con tintes románticos, protagonizada por Tony Franciosa y Ava Gardner. Fue una coproducción franco-italiana, rodada en Italia y dirigida por Henry Koster. Asimismo, La maja desnuda es protagonista de una escena del film Volavérunt, de Bigas Luna.